# Mancsos kereszt
Névváltozatok: 

de: Prankenkreuz, Christusordenkreuz, en: Order of Christ Cross

Rövidítések:

A mancsos kereszt olyan görög kereszt, melynek szárai levágott csúcsú háromszögekben (kisebbik alapjával a kereszt középpontja felé mutató szimmetrikus trapézokban) végződnek. Hasonló a talpas kereszt egyik változatához. A portugál és pápai Krisztusrend jelvénye volt, ezért a végződések stilizált kálváriaként is értelmezhetők. Később Portugália jelképe lett, ezért a portugálok a nagy földrajzi felfedezések idején a hajóik vitorláján viselték. Jelenleg a portugál légierő használja.    

Mancsos latin kereszt (en: cross pattée, St. John's cross, Maltese cross)
A Jézusrend keresztje
Guernsey zászlója
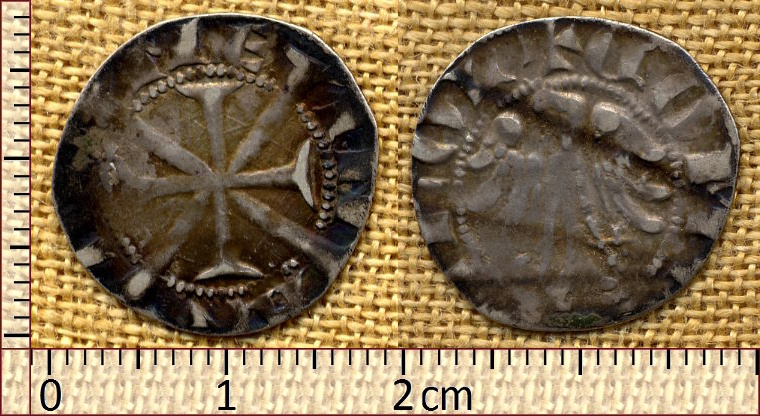
Kettős (egyenes és haránt-) mancsos kereszt egy 1280 körüli tiroli garason